# Kerstin Köditz

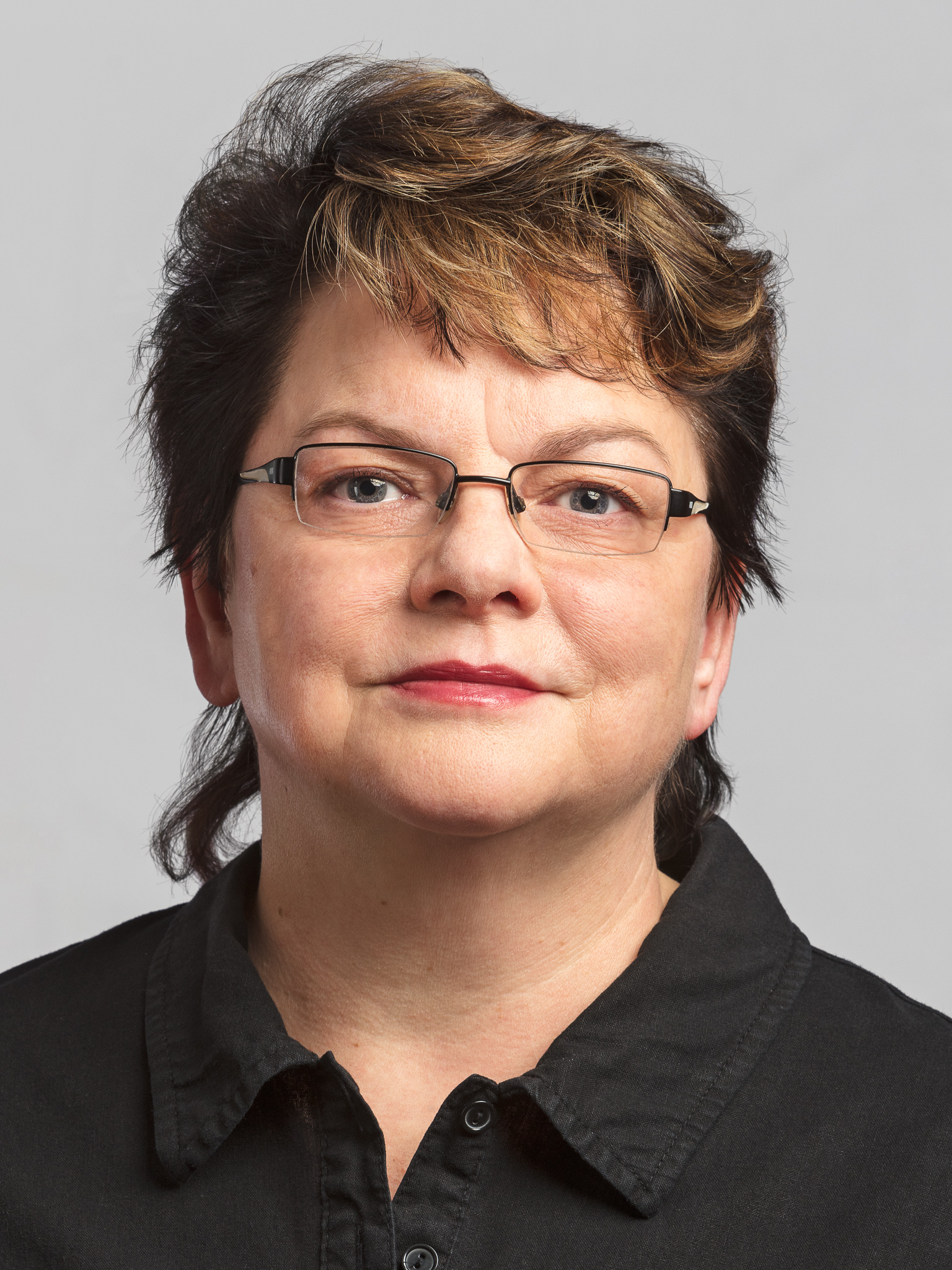
Kerstin Köditz (2019)

 Kerstin Köditz (* 14. März 1967 in Leipzig) ist eine deutsche Politikerin (Die Linke). Von 2001 bis 2024 war sie Mitglied des Sächsischen Landtages.

## Leben
Sie wuchs als Tochter einer Krankenschwester und eines Drehers in Leipzig auf. Sie besuchte die Polytechnische Oberschule in Grünau und studierte anschließend Mathematik an der Karl-Marx-Universität in Leipzig. Dieses Studium brach sie aber ab und war hauptamtlich in der FDJ-Kreisleitung Leipzig-West tätig. Sie begann danach ein Studium des Marxismus-Leninismus, das sie nach 1989 als Studium der Philosophie mit den Nebenfächern Soziologie sowie Neuere und Neueste Geschichte weiterführte. Sie beendete das Studium mit dem Abschluss Magistra Artium. Von 1994 bis 2001 war sie wissenschaftliche Mitarbeiterin der Landtagsabgeordneten Monika Runge.

## Politik
Kerstin Köditz trat 1989 der SED bei und war von 1991 bis 2003 Mitglied des Landesvorstands der PDS Sachsen. Seit 1997 war sie Vorsitzende der PDS Muldentalkreis und anschließend von 2007 bis 2008 Vorsitzende der Linken Westsachsen. 2004 wurde sie Kreisrätin und war in der dortigen Linksfraktion stellvertretende Fraktionsvorsitzende (bis 2012). Von 2014 bis 2020 gehörte sie dem Stadtrat in Grimma an. Von 2014 bis 2022 war Köditz Mitglied des Parteivorstandes der Linkspartei. Seit August 2024 gehört Köditz erneut dem Stadtrat von Grimma an.
Sie rückte 2001 für Maria Gangloff in den Sächsischen Landtag ein und war dort für die Linksfraktion Sprecherin für antifaschistische Politik. Im Sächsischen Landtag stellte sie wiederholt Kleine Anfragen zum Thema Rechtsextremismus. Innerhalb des Parlaments war sie stellvertretende Vorsitzende der Enquetekommission Demografische Entwicklung und ihre Auswirkungen auf die Lebensbereiche der Menschen im Freistaat Sachsen sowie ihre Folgen für die politischen Handlungsfelder. Zudem war sie Mitglied im Innenausschuss und im Petitionsausschuss. Von April 2012 bis 2014 war sie eines von 19 Mitgliedern des ersten sächsischen NSU-Untersuchungsausschusses Neonazistische Terrornetzwerke in Sachsen und gehört auch dem zweiten NSU-Ausschuss (seit 2015) an. Köditz wurde jeweils über die Landesliste gewählt. Bei der Landtagswahl in Sachsen 2024 trat sie nicht mehr an und schied deshalb aus dem Landtag aus.

## Mitgliedschaften
Neben der parteipolitischen Arbeit ist sie engagiert als Mitglied der Vereinten Dienstleistungsgewerkschaft (ver.di), Pro Asyl und der Vereinigung der Verfolgten des Naziregimes – Bund der Antifaschistinnen und Antifaschisten (VVN-BdA), deren 1. Landessprecherin sie in Sachsen ist.

## Aktivitäten gegen Rechtsextremismus
2001 verfasste Köditz einen Beitrag in dem vom VVN-Vorsitzenden Ulrich Schneider herausgegebenen Sammelband Tut was! Strategien gegen Rechts.
2009 veröffentlichte sie die Schrift Und Morgen? Extreme Rechte in Sachsen, das auf dem Portal Endstation Rechts als „umfassendste, aktuellste und ergiebigste Analyse“ zur NPD Sachsen beurteilt wurde. In einer Sammelrezension im Jahrbuch Extremismus & Demokratie befand Jürgen R. Winkler dagegen, dass Köditz zwar die „sächsischen Zustände“ gut schildere, aber Gründe und Lösungsansätze für den Rechtsextremismus vernachlässige. Außerdem handle es sich um eine politisch motivierte Analyse, die in ihren angeführten Referenzen mangelhaft sei.
2013 trat sie gemeinsam mit Henning Homann (SPD), Miro Jennerjahn (Bündnis 90/Die Grünen), dem stellvertretenden Vorsitzenden des DGB Sachsen Markus Schlimbach und dem Superintendenten des evangelischen Kirchenbezirks Dresden Mitte Christian Behr dafür ein, die von der sächsischen Regierung geplante Kürzung der Mittel zur Bekämpfung des Rechtsextremismus zu verhindern.  Sie forderten die sächsische Landesregierung zu einer schnellen Zusage zur Finanzierung der Mobilen Beratung sowie der Opferberatung auf.

## Privates
Köditz lebt in Grimma. 2014 heiratete sie Volkmar Wölk, der seit 2001 ihr wissenschaftlicher Mitarbeiter war.

## Veröffentlichungen
- Und Morgen? Extreme Rechte in Sachsen. Verbrecher Verlag, Berlin 2009, ISBN 978-3-940426-17-8.